# Challenger de Barletta 2017

El torneo Open Citta' Della Disfida 2017 fue un torneo profesional de tenis. Pertenece al ATP Challenger Series 2017. Se disputará su 18.ª edición sobre superficie tierra batida, en Barletta, Italia entre el 10 al el 16 de abril de 2017.

## Jugadores participantes del cuadro de individuales
| Favorito | País                    | Jugador              | Rank1 | Posición en el torneo |
| -------- | ----------------------- | -------------------- | ----- | --------------------- |
| 1        | Bandera de Portugal     | Gastão Elias         | 90    | FINAL                 |
| 2        | Bandera del Reino Unido | Aljaž Bedene         | 93    | CAMPEÓN               |
| 3        | Bandera de Eslovaquia   | Norbert Gombos       | 115   | Primera ronda         |
| 4        | Bandera de Italia       | Alessandro Giannessi | 122   | Cuartos de final      |
| 5        | Bandera de Bélgica      | Arthur De Greef      | 125   | Segunda ronda         |
| 6        | Bandera de Eslovaquia   | Jozef Kovalík        | 127   | Primera ronda         |
| 7        | Bandera de Alemania     | Maximilian Marterer  | 133   | Cuartos de final      |
| 8        | Bandera de Suecia       | Elias Ymer           | 154   | Primera ronda         |

- 1 Se ha tomado en cuenta el ranking del 3 de abril de 2017.

### Otros participantes
Los siguientes jugadores recibieron una invitación (wild card), por lo tanto ingresan directamente al cuadro principal (WC):
- Matteo Berrettini
- Matteo Donati
- Andrea Pellegrino
- Lukáš Rosol

Los siguientes jugadores ingresan al cuadro principal tras disputar el cuadro clasificatorio (Q):
- Jeremy Jahn
- Filip Krajinović
- Lorenzo Sonego
- Stefano Travaglia

## Campeones

### Individual Masculino
- Aljaž Bedene derrotó en la final a  Gastão Elias, 7–6(4), 6–3

### Dobles Masculino
- Marco Cecchinato /  Matteo Donati derrotaron en la final a  Marin Draganja /  Tomislav Draganja, 6–3, 6–4